# Onthophagus pilicollis
Onthophagus pilicollis là một loài bọ cánh cứng trong họ Bọ hung (Scarabaeidae).